# What the Hell Just Happened?
"What the Hell Just Happened?" é uma canção do grupo britânico de country pop Remember Monday. A canção foi lançada a 7 de março de 2025 e foi escrita pelos membros do grupo Charlotte Steele, Holly-Anne Hull e Lauren Byrne, juntamente com Julie Aagaard, Kes Kamara, Sam Brennan, Thomas Stengaard e Tom Hollings. Representou o Reino Unido no Festival Eurovisão da Canção de 2025.
As Remember Monday foram o primeiro grupo feminino escolhido para representar o Reino Unido desde 1999, quando as Precious entraram no concurso com a canção «Say It Again».

## Composição
A canção foi escrita pelo grupo Remember Monday, em colaboração com Julie Aagaard, Kes Kamara, Thomas Stengaard, e a dupla de compositores Billen Ted, nomeadamente Sam Brennan e Tom Hollings. Ao descrever a canção, o grupo disse: "'What The Hell Just Happened' é exatamente o que estamos a sentir neste momento! É tudo muito surreal; a nossa amizade remonta a tanto tempo, e nunca imaginámos que estaríamos a fazer algo assim." Além disso, Mark Savage, um escritor da BBC, descreveu a canção da seguinte forma: «Tente imaginar, se possível, que o ABBA e Sam Ryder se juntaram ao elenco de Six: The Musical, ficaram completamente bêbados e tentaram recriar Bohemian Rhapsody de memória».

## Festival Eurovisão da Canção 2025

### Seleção interna
A emissora do Reino Unido para o Festival Eurovisão da Canção, a British Broadcasting Corporation (BBC), anunciou a sua intenção de participar no Festival Eurovisão da Canção 2025 a 16 de outubro de 2024, confirmando uma seleção interna liderada por Andrew Cartmell, que foi nomeado chefe de delegação do país, e David May, que anteriormente foi o manager de Sam Ryder, que ficou em segundo lugar pelo Reino Unido em 2022.
A 29 de janeiro de 2025, durante o The Scott Mills Breakfast Show na BBC Radio 2, Scott Mills confirmou que a canção do Reino Unido já tinha sido selecionada e que o trabalho estava em andamento para a sua apresentação final. A 7 de fevereiro de 2025, as apresentadoras da BBC Radio 1, Natalie O'Leary e Vicky Hawkesworth, afirmaram que as Remember Monday tinham sido escolhidas para representar o Reino Unido em Basileia; mas a BBC não respondeu às especulações. A 7 de março de 2025, durante o The Scott Mills Breakfast Show, as Remember Monday foram oficialmente confirmadas como as representantes britânicas com a canção «What the Hell Just Happened?».